# Pleurostachys puberula
Pleurostachys puberula là loài thực vật có hoa trong họ Cói. Loài này được Boeckeler miêu tả khoa học đầu tiên năm 1880.